# Charles Swindoll
Charles Rozell "Chuck" Swindoll (18 de Outubro de 1934) é um pastor evangélico, autor, radialista e educador. Ele também fundou a missão Insight for Living (Razão para Viver, no Brasil), com um programa do mesmo nome que vai ao ar no rádio em mais de 2000 estações ao redor do mundo em 15 línguas. Insight for Living está com sua base atualmente na cidade de Plano, no Texas.

## Breve História
Ele Nasceu em El Campo, no Texas, foi o terceiro de 3 filhos de Earl e Lovell Swindoll. Se formou na Charles H. Milby High School em Houston. Antes da vida no ministério cristão, Charles buscou estudar sua paixão por engenharia mecânica, e também serviu junto à Força Naval dos Estados Unidos no sudoeste da Ásia. Ele se casou com sua esposa Cynthia em 1955 e tiveram 4 filhos. Swindoll foi então para o Seminário Teológico de Dallas em 1959, onde se formou quatro anos depois.

## Carreira
Charles Swindoll foi ordenado ao ministério em 1963 e serviu em Dallas (no Texas) junto a Dwight Pentecost por um pouco menos de dois anos. Ele desde então assumiu pastorados como pastor senior em Waltham (Massachusetts) de 1965 a 1967, em Irving (no Texas) de 1967 a 1971 e em Fullerton (Califórnia) de 1974 a 1994.
Swindoll é fundador e presidente de Insight for Living, que produz um programa de rádio do mesmo nome em rádios cristãs e não-cristãs ao redor do mundo. O programa é ouvido em mais de 2000 estações bem como é transmitido via internet em diversas línguas. Isto se iniciou no verão de 77 quando os sermões de Swindoll na Primeira Igreja Evangélica Livre em Fullerton começaram a ser transmitidos por rádio. Em 1979, o ministério de rádio Insight for Living começou oficialmente. Os escritórios sede de Insight for Living estão agora situados em Plano, Texas.
Em Julho de 1994, Swindoll se tornou presidente do Dallas Theological Seminary (Seminário Teológico de Dallas), e agora serve lá como deão. Ele é autor de mais de 70 livros, a maior parte deles baseados em sua pesquisa preparatória para seus sermões pregados todo domingo. Em comemoração de seus 50 anos, a revista Christianity Today (Cristianismo Hoje) publicou um artigo nomeando Swindoll como um dos 25 pregadores mais influentes dos últimos 50 anos (1956 a 2006).

## Algumas publicações
- You And Your Child,  Thomas Nelson (1977)
- Three Steps Forward, Two Steps Back: Persevering Through Pressure, Thomas Nelson (1980)
- Strike The Original Match,  Multnomah (1980)
- Improving Your Serve: The Art Of Unselfish Living, Word (1981)
- Strengthening Your Grip: Essentials In An Aimless World, Word (1982)[1]
- Growing Strong In The Seasons Of Life, Multnomah (1983)
- Dropping Your Guard: The Value Of Open Relationships, Word (1983)
- Come Before Winter - And Share My Hope, Multnomah (1985)[2]
- Living On The Ragged Edge: Coming To Terms With Reality, Word (1985)

## Premiações
- Harry A. Ironside Award for Expository Preaching - Dallas Theological Seminary, 1963
- Christian Education Award - Dallas Theological Seminary, 1963
- Faculty Award - Dallas Theological Seminary, 1963
- Doctor of Divinity - Talbot School of Theology, 1977
- Doctor of Human Letters - Taylor University, 1986
- Clergyman of the Year - Religious Heritage of America, 1988
- Doctor of Laws - Pepperdine University, 1990
- Doctor of Literature - Dallas Baptist University, 1998